# Cherrybrook, New South Wales
Cherrybrook este o suburbie în Sydney, Australia.